# 個別指導
個別指導（こべつしどう）とは、教育現場での指導方法の一つで、対象となる生徒の人数に着目していう言い方。反対は、一斉授業で、両者の中間に、少人数指導がある。

## 歴史
フランス革命以後、ヨーロッパでは公教育が始まったが、近世初期は貴族や上流階級の家では、教育は学校に通わせるのではなく、家庭教師（ガヴァネス）を雇って家で学ばせることが一般的だった。イギリス経験主義の哲学者ジョン・ロックが書いた『教育についての考察』は、そうした家庭で学ぶ子どもの指導についての教育論で、個別指導についての教育論としてはユニークなものである。